# Мистецтво Тибету

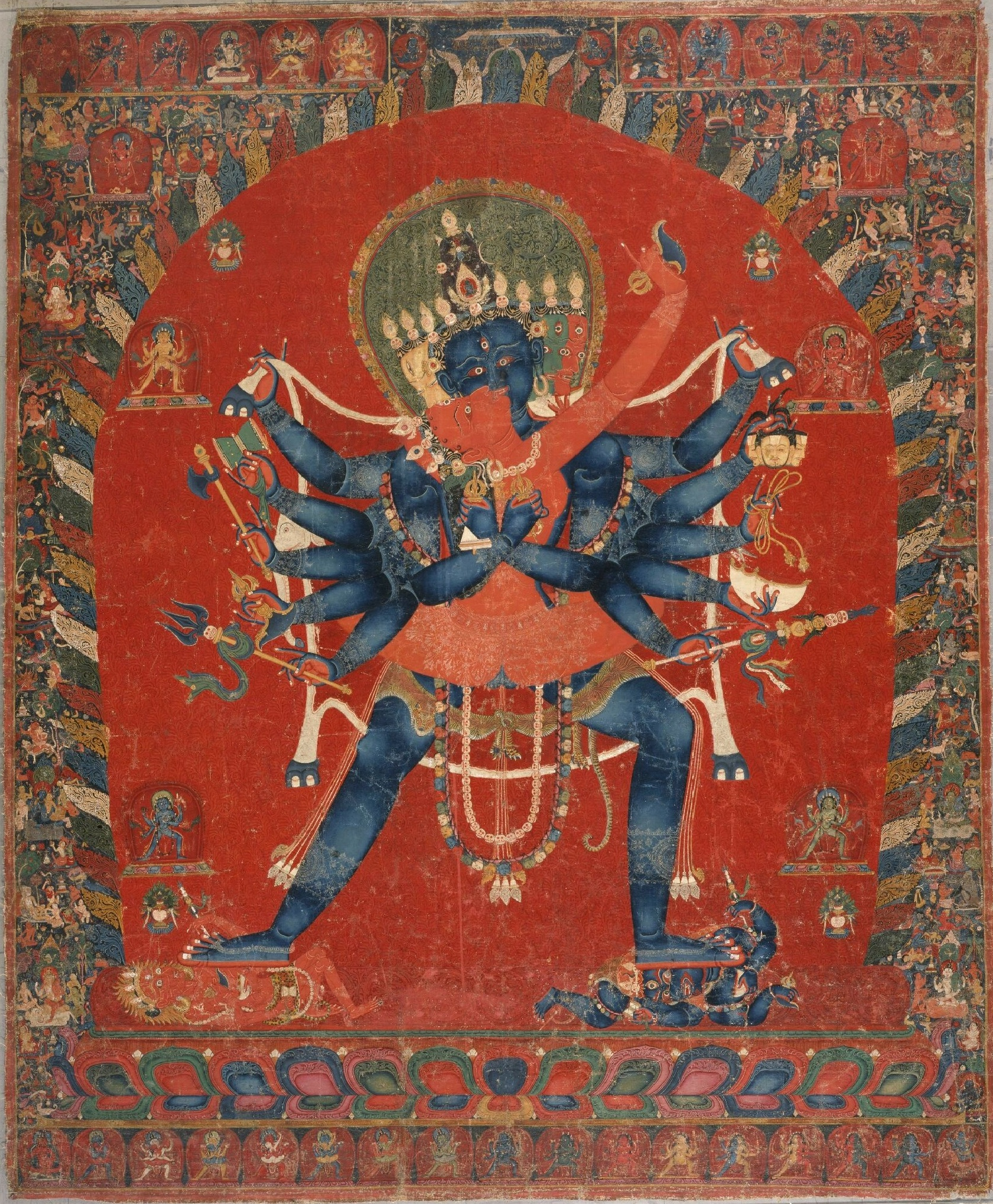
Буддійські божества Чакрасамварі та Ваджраварахі. Танка XV ст.. Музей мистецтва, Лос Анджелес.

Мистецтво Тибету — це художня творчість, яка розвивалася в різних державах і князівствах, що існували на території Тибету в різних формах з давніх-давен по 1951 рік.
Тибет являє собою величезний гірський масив, з давніх часів оточений трьома великими цивілізаціями — іранською, індійською та китайською, які до моменту появи першої тибетської держави нараховували вже не одне тисячоліття свого існування і розвитку. В силу цього, раннє тибетське мистецтво знаходилося під впливом різних тенденцій цих трьох світових культур.
Найраніші пам'ятники тибетського мистецтва відносяться до епохи неоліту. Саме цим часом (IV—III тисячоліття до н. е.) датуються наскельні зображення тварин — яка, коней, антилоп, зображення птахів і людей, знайдені в Тибеті. Пізніші наскельні малюнки відображають сцени полювання.
З формуванням ранньої тибетської держави, яким правила династія Ярлунг (I—II ст. до н. е. — 846 р. н. е.), з'явилося мистецтво, пов'язане з домінуючою в той час релігією бон. Для померлих правителів цієї династії будувалися кам'яні гробниці, а в похоронних ритуалах використовувалася параферналія, створена тибетськими майстрами — трон з сандалового дерева, золота статуя правителя, яка розміщувалася на ньому, а також срібні домовини для поховання останків. Поруч з гробницями встановлювалися кам'яні статуї левів, в стилістиці яких дослідники вбачають китайський вплив.
Серйозні зміни в тибетському мистецтві відбулися в VII столітті з приходом буддизму. Почали будуватися перші храми і монастирі, які прикрашалися скульптурами і живописом. Майстри, які прибули в Тибет з Індії, принесли з собою більш розвинені технології виробництва предметів мистецтва. Ці технології, а також становлення тибето-буддійського пантеону і оригінальної тибето-буддійської науки, призвели до появи самобутнього тибетського мистецтва. Існує кілька точок зору щодо того, коли буддійське мистецтво Тибету «відділилося» від різних іноземних впливів і стало «самостійним». Найлогічнішим видається думка англійського мистецтвознавця Р. Фішера, який вважає, що самостійне тибето-буддійське мистецтво склалося тоді, коли воно «… досягло ідентичності, відповідної культури», тобто, стало набувати форм, необхідних для задоволення потреб релігійної культури, яка в Тибеті є сумішшю буддизму і місцевих шаманський вірувань. Якщо для зображення буддійських божеств існувала розроблена в Індії іконографія, то для зображення тибетських місцевих божеств, які були включені в буддійський пантеон, іконографія розроблялася безпосередньо в Тибеті. Таким чином, формування оригінального тибетського буддійського мистецтва можна віднести до кінця X століття. Як і будь-яке національне мистецтво, воно було синтетичним і включало вплив різних іноземних традицій.
На відміну від архітектури Тибету, в рамках якої природним чином існують не тільки релігійні, а й світські споруди, образотворче мистецтво Тибету носить виключно релігійний характер; воно ґрунтується на буддійській історії та міфології, а також на історії та міфології релігії бон.

## Архітектура

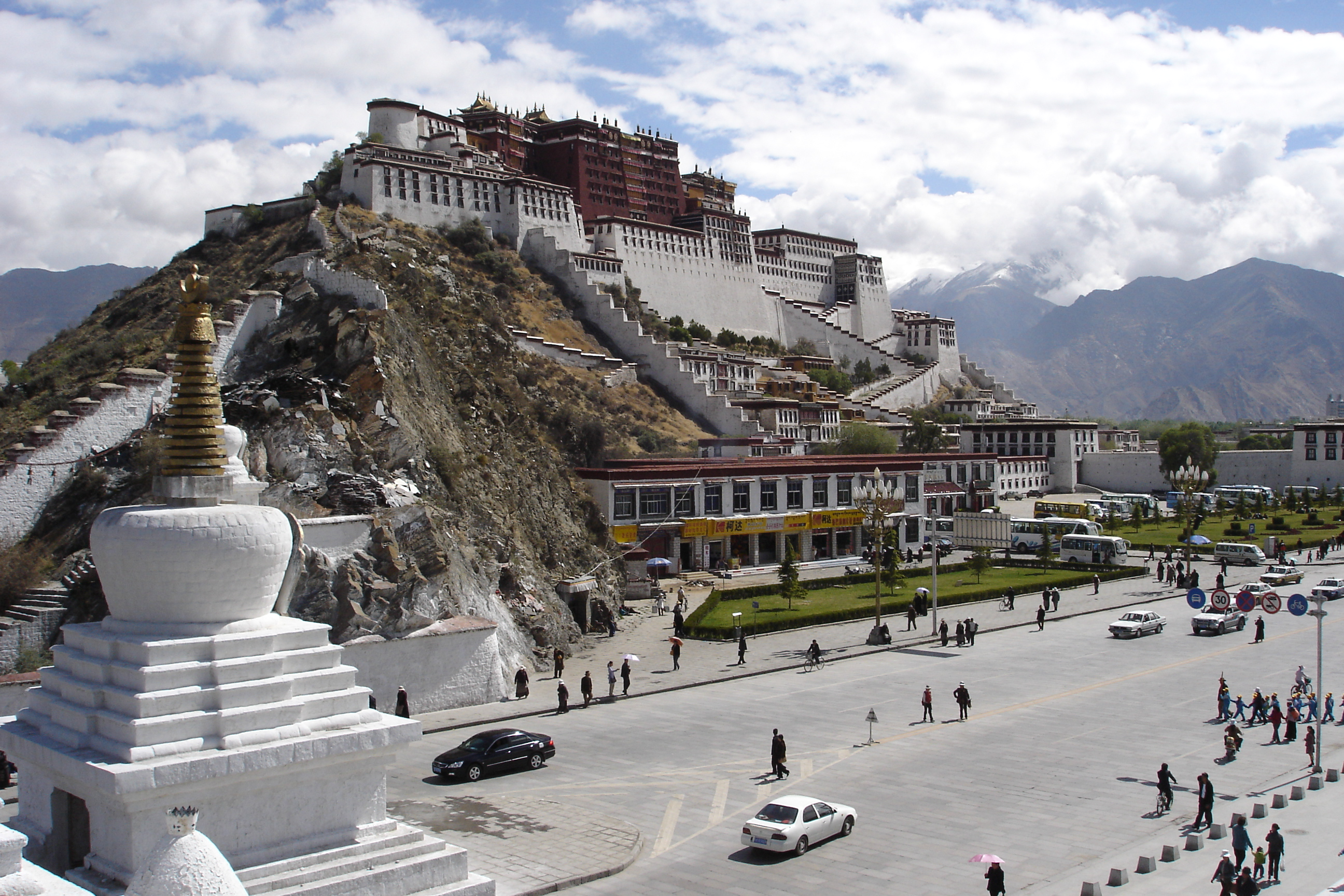
Храм Потала. XVII ст., Лхаса. На передньому плані — великий чортен.

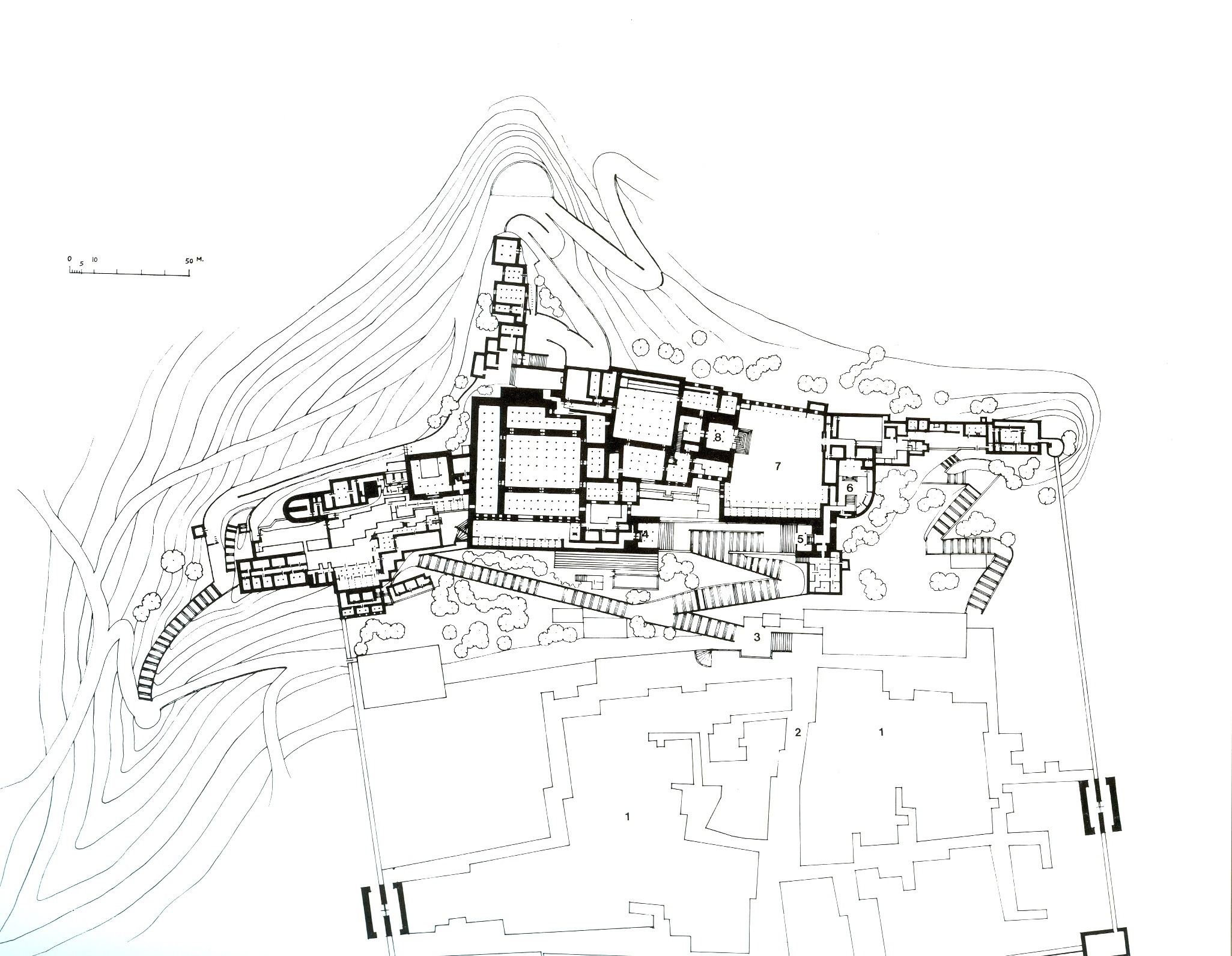
План храму Потала. XVII ст. 1. Місто Лхаса 2. Вулиця Вітрів 3. Висока платформа 4.Західна брама 5. Східна брама 6. Малий двір 7. Великий двір 8. Білий палац

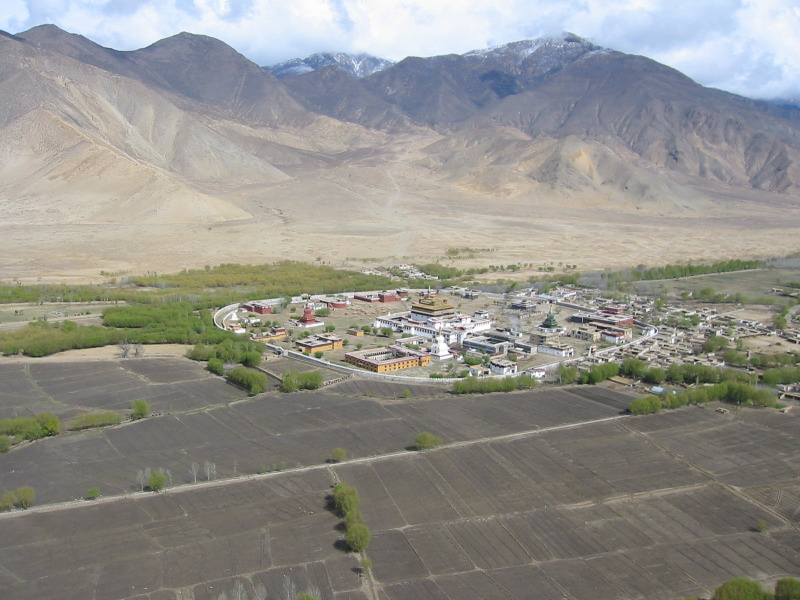
Монастир Сам'є, збудований в VIII ст. у формі мандали.

У зв'язку з тим, що на ранніх етапах своєї історії велика частина населення Тибету належала кочовій культурі, базовим елементом архітектури Тибету була кругла кочова юрта. Від періоду ранніх тибетських царів з династії Ярлунг (I—II ст. до н. е. — 846 р. н. е.) збереглися кам'яні гробниці, які також мають круглу форму. Ймовірно, потойбічне житло царів повторювало за формою їхнє прижиттєве. Пізніше тибетські князі, поряд з використанням юрт, будували кам'яні фортеці, що служили надійним захистом в період воєн. З розвитком тибетської цивілізації будівництво знайшло більш різноманітний і ускладнений характер, як функціонально, так і технологічно.
Тибетські архітектурні споруди поділяються за своїми функціями на три основні типи: житло селянина-фермера, світський палац-фортеця, і храм (монастир).
Житло фермера — це зазвичай кам'яний будинок в три поверхи, в нижній частині якого розміщували худобу, на другому поверсі — сховище продуктів і корму для худоби, а на верхньому жили люди. До верхнього поверху часто прибудовувалася веранда або балкон, який своєю легкістю контрастував з масивними стінами будинку. У фермерського будинку зазвичай було кілька маленьких вікон і плаский дах. Перед фронтоном будинку розташовувався двір (іноді він був досить великий і оточував будинок з усіх боків).
Фортеці, які будували тибетські князі, як правило, зводилися на схилах гір і мали декілька поверхів. Ці фортеці одночасно служили для тибетської аристократії палацами. Шедевром такого типу споруди є знаменитий храм Потала в Лхасі, зведений в XVII столітті — він служить одночасно фортецею, монастирем і палацом для Далай-лам. Тибетські палаци-фортеці мають лаконічну прямокутну форму, трохи звужену догори; вважають, що їхня архітектура розвинулася з простого фермерського будинку. Такого типу архітектуру тибетці зводили століттями, нічого по суті в ній не змінюючи.
Будинки тибетських монастирів в архітектурному відношенні також мають прямокутну, звужену догори форму. Їх будували з каменю або із висушеної на сонці цегли, з вузькими вікнами, закритим двориком і стінами, пофарбованими в білий колір. Незважаючи на те, що буддизм в Тибет прийшов одночасно з Індії та Китаю, архітектура монастирів Тибету відрізняється від індійських і китайських прототипів, несучи в собі все ту ж матрицю звичайного фермерського будинку. Однак каркаси будівель мають подібні риси з китайською архітектурою періоду Тан (618—907), а дерев'яні різьблені колони всередині храмів походять з індійської храмової архітектури.
Буддійська архітектура Тибету в свою чергу ділиться на три основних елементи: два функціональних і один символічний. Всі три прийшли з Індії, вплив науки і мистецтва якої на ранніх етапах поширення буддизму в Тибеті був дуже великим. Першим функціональним елементом буддійської архітектури є місце для молебнів і медитацій ченців (чайтья), другим — місце, де безпосередньо жили самі ченці (віхара). Третім (символічним) елементом є чортен, який представляє собою тибетський різновид індійської ступи (або далекосхідної пагоди). Чортен є предметом поклоніння, це спорудження куполоподібної форми, в яке ставили волосся Будди або якісь інші священні буддійські реліквії (в більш пізній час у чортенах ховали видатних ченців). Чортени мали найрізноманітніші розміри, від невеликих настільних статуй — до величезних архітектурних споруд, навколо яких відбувався ритуальний обхід.
Традиційний тибетський монастирський комплекс, особливо в ранній період, у своєму наземному плані слідував схемі мандали. Симетричний план архітектури монастирів був відображенням космологічних уявлень про вселенську гармонію з горою Меру в центрі світу. У XVII—XVIII століттях конфігурація мандали поступилася місцем ієрархічній системі, де верхні поверхи мали більш важливе значення — вони були місцем проведення найважливіших ритуалів, а двір призначався для другорядних церемоній, таких, наприклад, як ритуальні танці. Надалі злиття релігійної та світської влади, що відбулося з об'єднанням Тибету під владою ордена Гелуг, призвело до синтезу палацового і монастирського зодчества, що й, власне, знайшло відображення в архітектурі храму Потала в Лхасі.
Найраніші екземпляри тибетської буддійської архітектури, створені першими царями династії Ярлунг, не збереглися (принаймні, у своїй первісній формі). Найраніші зі збережених храмів — Сам'є і Рамоче (Лхаса) також мало містять в собі від початкових форм. Ранні храми на заході Тибету знаходяться в зруйнованому стані (наприклад, від великого монастирського комплексу Тхолінг, побудованого близько 1000 року, збереглося тільки дві будівлі). Більшість монастирів Тибету було безжально зруйновано в ході китайського вторгнення і «культурної революції» 1960-тих років (за оцінками західних фахівців — понад 90 %).

## Скульптура

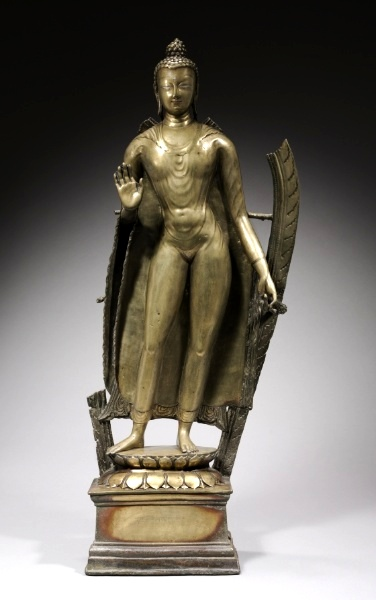
Будда Шак'ямуні. 998—1016 рр. Кашмірський стиль. Музей мистецтва, Клівленд.

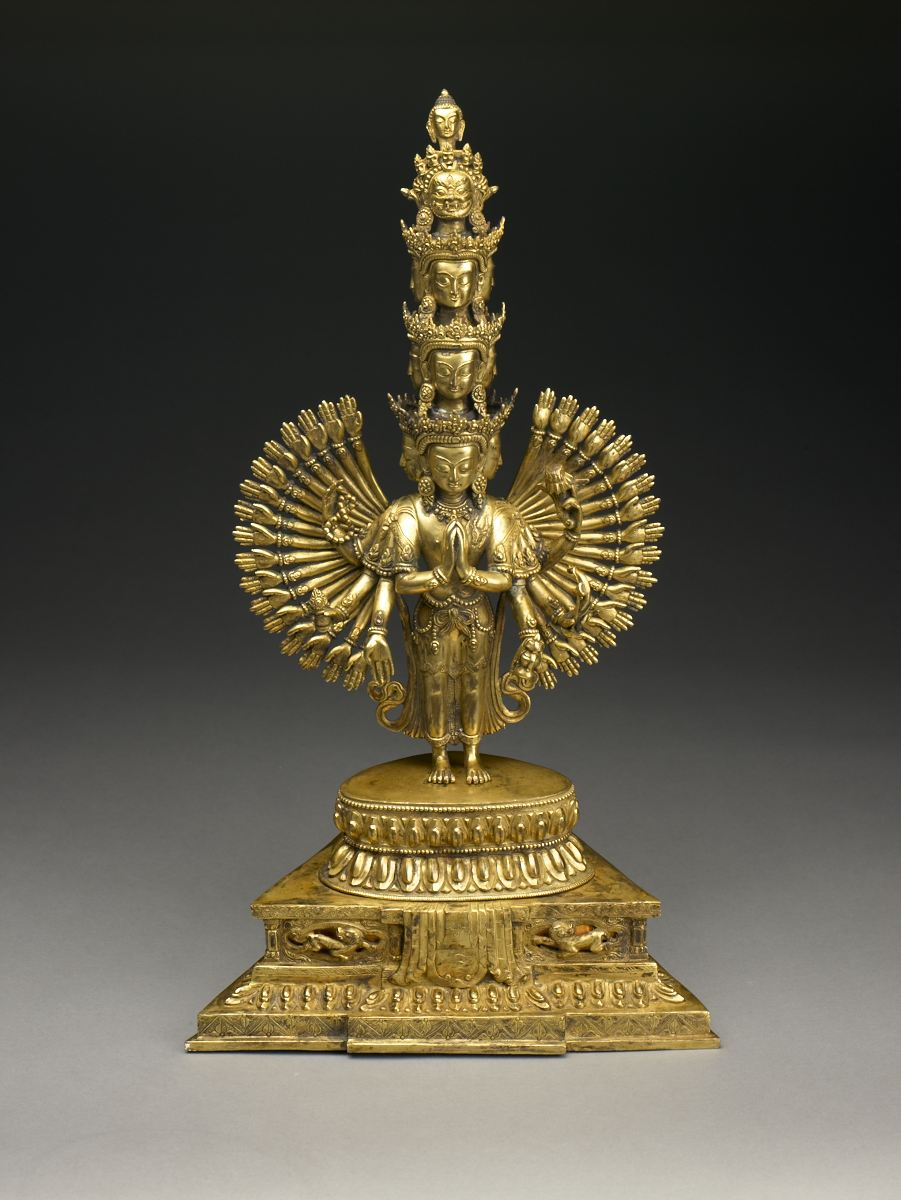
Тисячорукий Авалокітешвара. XVIII ст.. Музей мистецтва, Бірмінгем. Сино-тибетський стиль.

Тибетська скульптура створювалася з найрізноманітніших матеріалів: пресованої землі (пісе), глини, дерева, каменю, металів, іноді з кістки, і покривалася золотом, прикрашалася дорогоцінним камінням, розписувалася фарбами і візерунками. Металева скульптура виготовлялася зі сплаву міді, цинку і латуні в різних процентних співвідношеннях (у деяких випадках в сплаві використовувалося до п'яти і більше металів — для дотримання правил символіки, оскільки кожен метал мав символічний сенс). Поряд з круглою скульптурою в Тибеті були поширені барельєфи, вирізані з каменю.
Для тибетської скульптури характерні різні розміри: в храмах встановлювалися гігантські статуї Будди, а також статуї божеств і святих розміром в людський зріст (вони ліпилися з глини або вирізалися з дерева, потім розписувалися художниками і вписувалися в загальну систему розписів залу; храмові скульптури також відливалися з металу); для приватних медитацій і молитов виготовлялися портативні статуетки божеств, як правило, з металу або дерева, які легко і зручно можна було перевозити — ця традиція була завезена в Тибет ченцями з імперії Пали. Скульптурні зображення божеств були підпорядковані строгим правилам іконометрії — співвідношення пропорцій всіх частин тіла, які у різних розрядів божеств були різними.
Окремим і вкрай оригінальним тибетським жанром є так звана масляна скульптура, яка розвинулася з підношень, — Торма (її робили буддійським божествам у свята). Технологія виробництва такої скульптури існує до цих пір. Вона виготовляється з масла молока яків, яке змішують з цампою, отримуючи еластичне тісто, в яке додають різні натуральні барвники і ліплять не тільки фігурки божеств, але навіть цілі скульптурні композиції. Ця вкрай оригінальна скульптура виставляється в храмах взимку і тільки вночі, так як в інший час вона може розтанути — тому вона й служить символом швидкоплинності й ілюзорності буття. Своїм виглядом вона нагадує воскові фігури, а найтрадиційнішими її сюжетами є житіє Будди і прибуття в Тибет китайської принцеси Веньчен.
Коротка історія
Незважаючи на те, що до прийняття буддизму в Тибеті існувала місцева скульптурна традиція (наприклад, гробниці ранніх тибетських царів прикрашали скульптури кам'яних левів-охоронців), більш-менш послідовна її історія починається з приходом буддизму. Цар Сронцангамбо (627—649) об'єднав розрізнені частини Тибету в одну імперію і ввів в Тибеті буддизм. Він одружився з двома принцесами-буддистками — китайською та непальською, кожна з яких привезла з собою статуї буддійських божеств. Одна з них — статуя Будди Шак'ямуні збереглася й досі і є найшанованішою тибетською святинею. До найраніших прикладів тибетської скульптури відноситься також глиняна розписана статуя Сронцангамбо в храмі Потала, в Лхасі, виконана бл. 830 року в реалістичному стилі.
Після падіння династії Ярлунг (842 р.) в Тибеті настав довгий період хаосу і міжусобних воєн, який закінчився тільки на початку XI століття. У цей час почався другий період поширення буддизму, який ознаменувався появою нових буддійських орденів і будівництвом нових монастирів. У X—XIII століттях стиль тибетської скульптури формувався під сильним впливом художньої традиції Кашміру і правлячої на сході Індії династії Пала, яка захищала буддизм.
Скульптура західного Тибету демонструє більший вплив кашмірських майстрів (наприклад, бронзова статуя Будди Шак'ямуні з Клівлендського музею мистецтва, виконана бл. 1000 року, має напис про приналежність Нагараджі — синові Еше О), а скульптура центрального Тибету — вплив майстрів пальських (Будда Майтрейя з монастиря Нартханг, пров. Цанг, виконана бл. 1093 р.). Важливими художніми центрами були центрально-азійські князівства, такі як Хотан або Хара-Хото. У деяких тибетських скульптурах XII—XIII століть простежується певний вплив Хотана, зокрема в моделюванні вбрання Будди та інших божеств (статуя Будди в монастирі Іванг, центральний Тибет, кін. XII ст.). Кашмір, Тибет і Хотан в цей період мали тісні взаємні контакти, і цим пояснюється вплив хотанських майстрів.
XIII—XIV століття в Тибеті були часом домінування непальського мистецтва. Західний Тибет здебільшого перебував під владою непальської династії Касья-Малла, а монголи, які захопили Китай на чолі з Хубілай Ханом, зробили непальське мистецтво чи не офіційним стилем своєї династії. Проте, в скульптурі центрального Тибету існувало стилістичне розмаїття, в рамках якого змішувалися різні художні елементи і прийоми. Наприклад, в монастирі Дрігунг збереглися великі статуї Падмасамбхави і Будди Амітабги, що датуються XIV століттям, в яких індійська витонченість і пропорційність поєднуються з китайським драпіруванням одягу. Від цього періоду зберігся цілий ряд позолочених бронзових статуеток; в деяких з них дослідники вбачають вплив скульптури Хотана. У західному Тибеті в XIII—XV століттях особливо популярним сюжетом, як у живопису, так і в скульптурі, були зображення П'яти Трансцендентних Будд.
У XV—XVI століттях тибетська скульптура, особливо металева, досягла більшої тонкості у виконанні, більшої різноманітності орнаментів, що прикрашають одяг божеств та інший супутній антураж. В середині XV століття в Г'янці був побудований храм Кумбум, в якому збереглася величезна статуя Будди Вайрочани, виконана із стукко, розписана фарбами і покрита лаком. У ній поєднуються риси індо-непальського стилю і китайського типу драпірування одягу. У настільки ж чудовому стилі, як скульптура і живопис монастиря Кумбум, виконані статуї в храмі Пельджор Чоде (пров. Цанг) — їх вважають найкращим з того, що було створено в тибетській скульптурі. Статуї в цих храмах послужили джерелом для натхнення інших тибетських майстрів і надалі мали відлуння як у великій скульптурі, так і в більш дрібній пластиці. У XVI столітті цю ж стилістику можна бачити у виконаній із стукко скульптурі храму Цапаранг в західному Тибеті (перша половина XVI століття). Бронзові статуетки божеств тією чи іншою мірою дотримувалися цього основного напрямку, міняючи його невеликими варіаціями.
Скульптуру XVII століття можна вважати піком майстерності тибетських художників. У кращих прикладах вона досягла декоративного багатства, витонченості форм і тонкості виконання. В одній скульптурі могли поєднуватися метали різного кольору. Наприклад, тіло статуетки Білої Тари (XVII ст., Азійське товариство, Нью-Йорк) виконано зі срібла, а її прикраси — з золота й напівдорогоцінного каміння. Кінець XVII — початок XVIII ст. було часом інтенсивних контактів Тибету з Китаєм, тому був дуже сильним вплив китайських майстрів, які зуміли непальську традицію часів династії Юань поєднати з характерно китайської любов'ю до витончених ліній. Деякі китайські імператори були прихильниками тибетського буддизму Ваджраяни, тому в китайському релігійному мистецтві був поширений так званий сино-тибетський стиль, який представляє собою синтез тибетського і китайського мистецтва. Особливо він проявив себе на сході Тибету, традиційно близькому Китаю. У Монголії, яка перебувала під духовним заступництвом тибетського Далай-лами, в цей час працював видатний скульптор Дзанабадзар (1635—1723), який створював чудові позолочені статуї, багато з яких збереглися до наших днів.
XVIII—XIX століття були продовженням тенденцій, закладених в XV столітті й розвинених в XVII столітті майстрами Тибету, Китаю і Монголії. Виготовлялися чудові статуї з позолоченої бронзи та інших матеріалів. Великі статуї (більше 1 м заввишки) часто вирізалися з дерева, покривалися розписом, золотом і лаком. Особливо реалістично виглядають скульптурні зображення святих-наставників, які несуть в собі явні риси портретної схожості з прототипом. У кращих екземплярах тибетські скульптори досягають тонкого балансу між реалістичністю в зображенні особи і фігури й декоративністю в передачі складок тканин одягу і візерунків, що прикрашають одяг, та всю композицію в цілому.

## Живопис
Як і тибетська скульптура, живопис Тибету також завжди присвячувався зображенню божеств буддійського пантеону і видатних ченців-наставників. Живопис дуже різноманітний і тематично, і стилістично. Крім зображення божеств і сцен з житія Будди, також існував портрет, а з XVIII століття з'явилися ікони-танка із зображенням архітектури в пейзажі (священні монастирі). У своїх початкових стадіях живопис перебував під сильним впливом індо-буддійської традиції. З XIII століття посилився вплив непальських майстрів. У XV столітті відбувся синтез індо-непальських і китайських художніх прийомів, що призвело до створення стилю «менрі», який став основою розвитку тибетського живопису впродовж наступних століть. У картини стали включати елементи пейзажу, запозичені з традиційного китайського живопису. У XVIII—XX століттях в Тибеті існувало безліч регіональних стилів живопису, які мали як відмінності, так і деякі схожі риси.

## Прикладне мистецтво

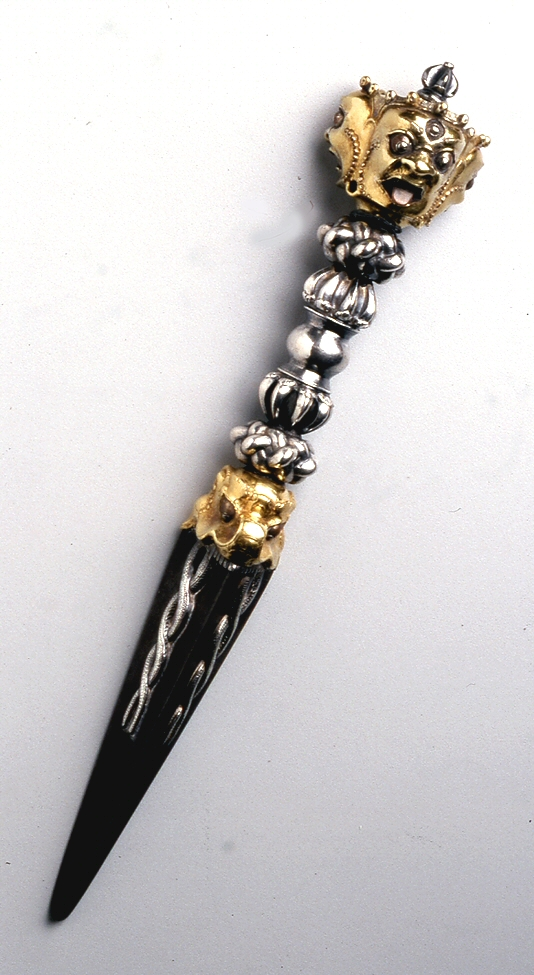
Ритуальний кинджал пхурба. XVI ст.. Музей мистецтва Волтерса, Балтімор

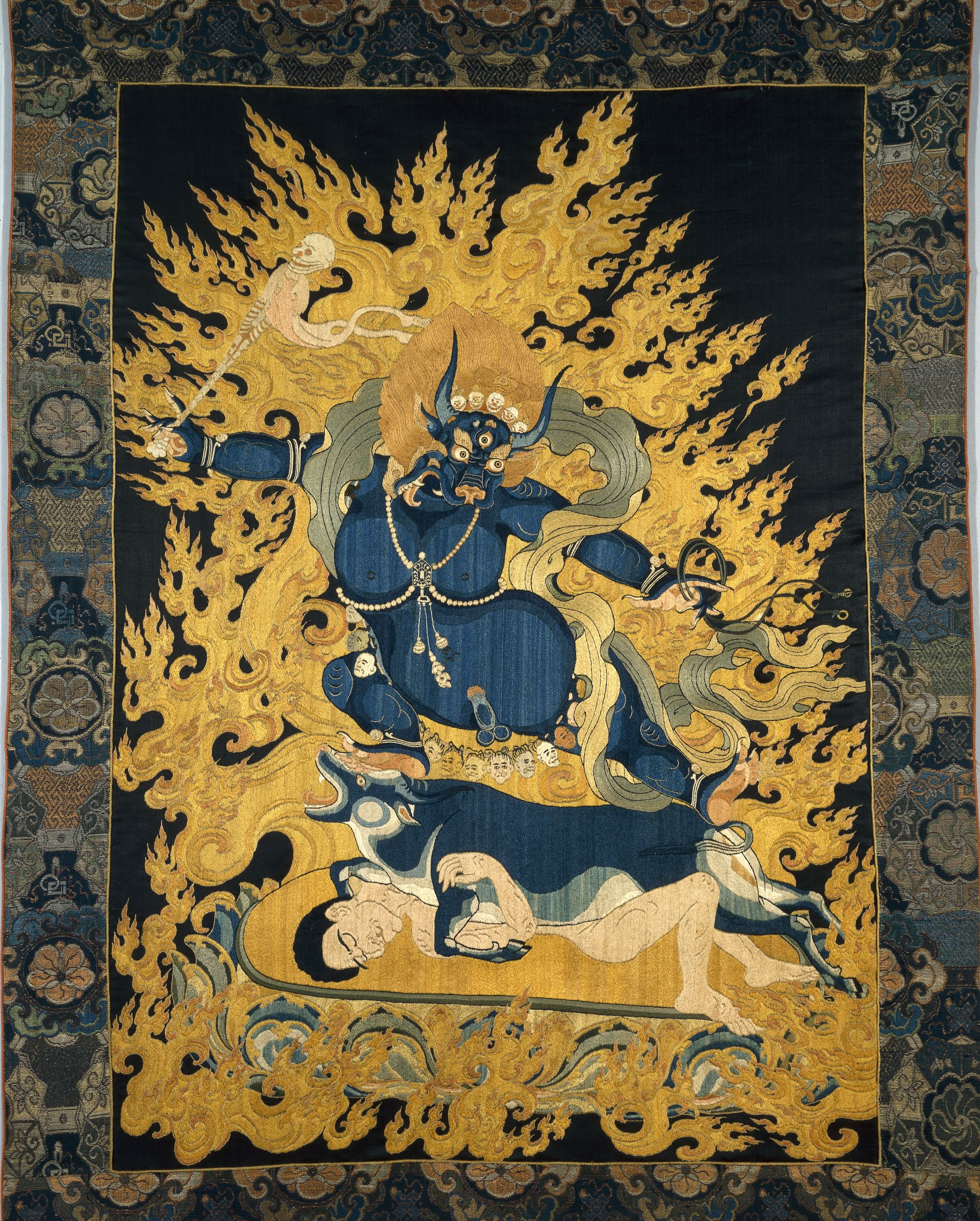
Яма Дгармапала. Вишивка шовком. Танка XVIII ст.. Сино-тибетський стиль. Британський музей, Лондон.

Ритуали тибетського буддизму і релігії бон вимагали створення різноманітних культових предметів, які б використовувалися в богослужіннях. Для їхнього виготовлення використовували найрізноманітніші матеріали: дорогоцінні метали (особливо срібло), дорогоцінні й напівкоштовні камені, дерево, масло з молока яків, глину, папір і навіть людську кістку. Ритуальні кинджали «пхурба», за допомогою яких виганяли злих духів, зазвичай робили з заліза і позолоченої бронзи. З цього ж матеріалу робили «ваджру» (тиб. «Дордже») — буддійський скіпетр-символ, який, в поєднанні з дзвіночками «гханта», символізував метафізичне поєднання чоловічого і жіночого начала. Подібний скіпетр-символ існує й у адептів релігії бон — він називається «юнгдрунг» (санскр. «Свастика»).
Буддійські ритуали вимагали безлічі різних посудин — їх робили з латуні і срібла, прикрашали гірським кришталем і напівкоштовними каменями. Для особливих ритуалів виготовлялися чаші-габала; правила вимагали, щоб для цього використовувався людський череп. З людської гомілкової кістки робилися і особливі музичні інструменти, які використовувалися в деяких обрядах вигнання духів. Інші музичні інструменти — труби і дзвіночки — виготовляли з бронзи і срібла з позолотою. Особливо шанованим буддистами предметом поклоніння є «чортен» — релікварій особливої форми, в який укладали будь-яку священну реліквію. Як правило, чортени робили з позолоченої бронзи. Існували також мініатюрні образи для медитацій — «ца-ца». Їх виготовляли з різних твердих матеріалів — бронзи, каменю, обпаленої глини і т. д.. Всі ритуальні предмети тибетські майстри покривали різноманітними візерунками і стилізованими зображеннями тварин і рослин.
Особливим видом рукоділля було виготовлення ікон-танка не за допомогою розпису фарбами, а вишивкою шовком або шляхом накладення аплікацій з різнобарвних тканин. Це мистецтво прийшло в Тибет з Китаю і було поширене в східному і центральному Тибеті. Збережені екземпляри таких виробів свідчать, що тибетські майстри досягли високого рівня в цьому мистецтві.
У Тибеті також було розвинене килимарство. Тибетські килими робили з овечої вовни, пофарбованої натуральними барвниками. Традиція виробництва килимів в Тибеті нараховує щонайменше одну тисячу років.

## Музика і танці

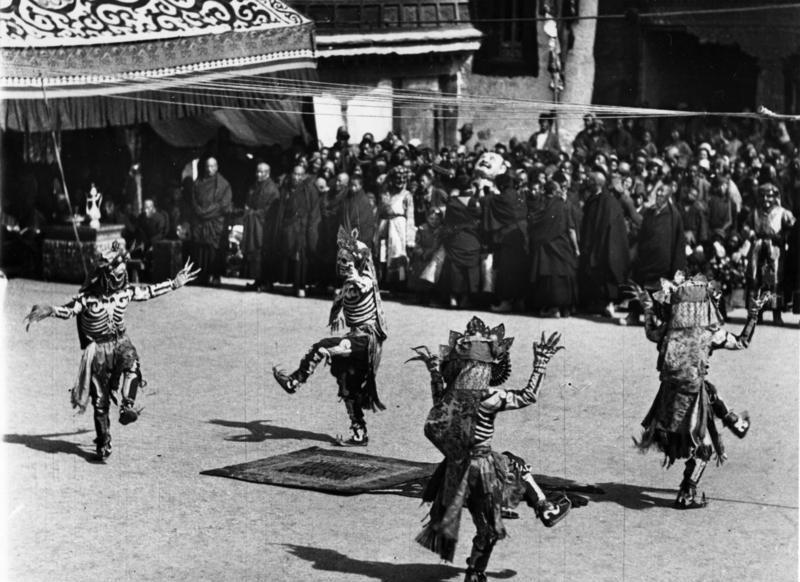
Ритуальний танець під час святкування Лосара. Потала, 1938 рік.

Ритуальні тибетські танці (гар і цам), пісні, опери та оперети, сюжет яких заснований на стародавніх легендах або історичних подіях, виконуються ченцями. Виступи відбуваються на відкритому повітрі з використанням масок, що відрізняються великою експресією. 
Народні пісні і танці відрізняються простотою, оспівують любов, природну красу і подвиги предків.
Однією з основних цілей створеного Далай-ламою XIV в 1959 році Тибетського інституту виконавських мистецтв (Tibetan Institute of Performing Arts) є збереження тибетської опери, музики і танців.

## Музеї

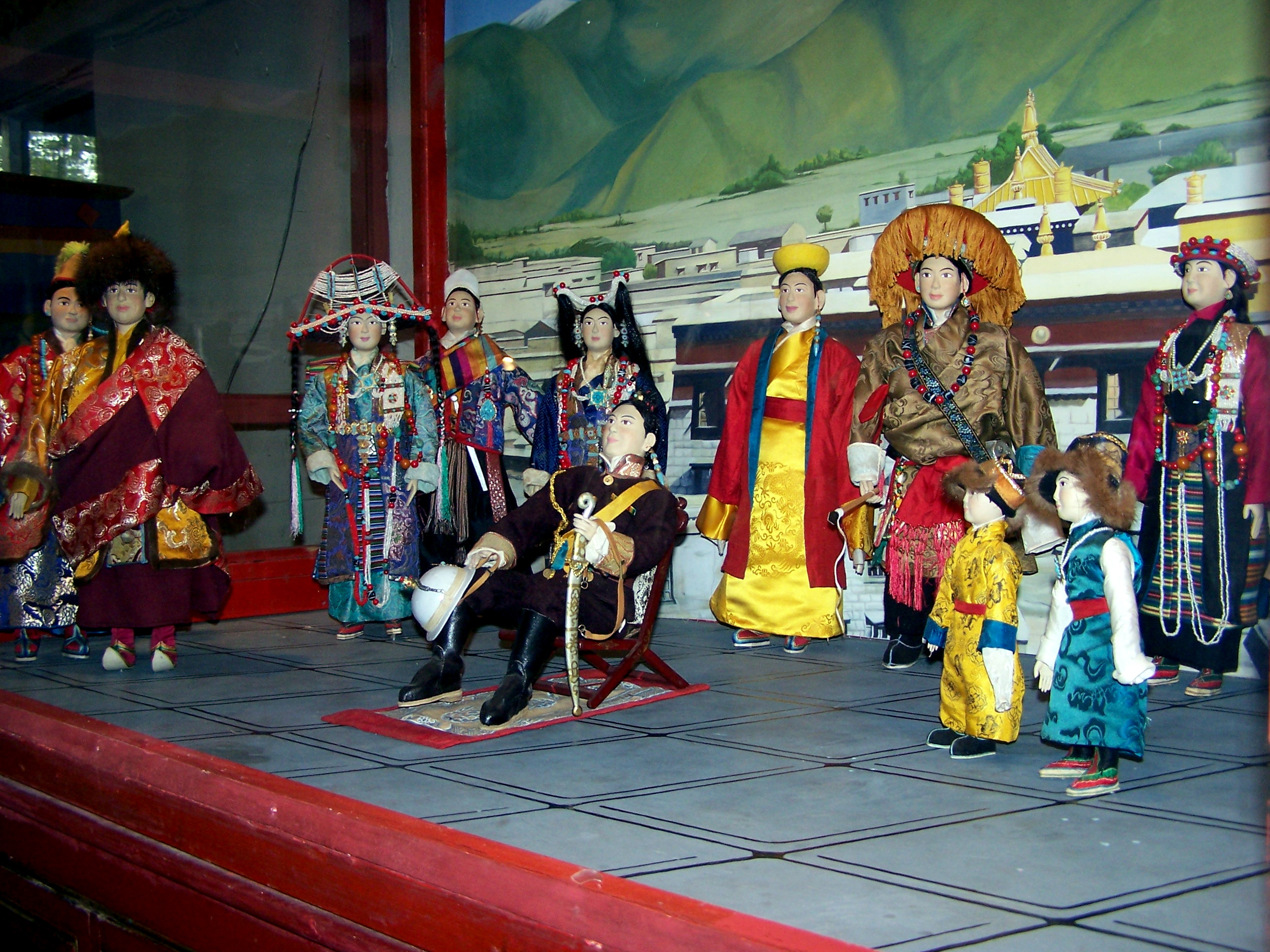
Одна з експозицій музею ляльок в інституті Норбулінка, Дармсала, Індія

Одна з найстаріших і найкращих в світі галерей експонатів, присвячених Тибету, знаходиться в Ньюаркському музеї. У Лхасі розташований музей Тибету, що має постійну виставку, присвячену культурній історії Тибету.
Інститут тибетології Намґ'ял, розташований в Сіккімі (Індія), має одну з найбільших в світі бібліотек тибетських текстів, а також музей Тибетської іконографії і релігійного мистецтва. До складу інституту Норбулінка, розташованого в Дармсалі, входять Центр мистецтв, Академія тибетської культури, Літературний і культурний дослідний центр, бібліотека, створені в тому числі для забезпечення безперервного розвитку мистецтв Тибету.

## Сучасне тибетське мистецтво

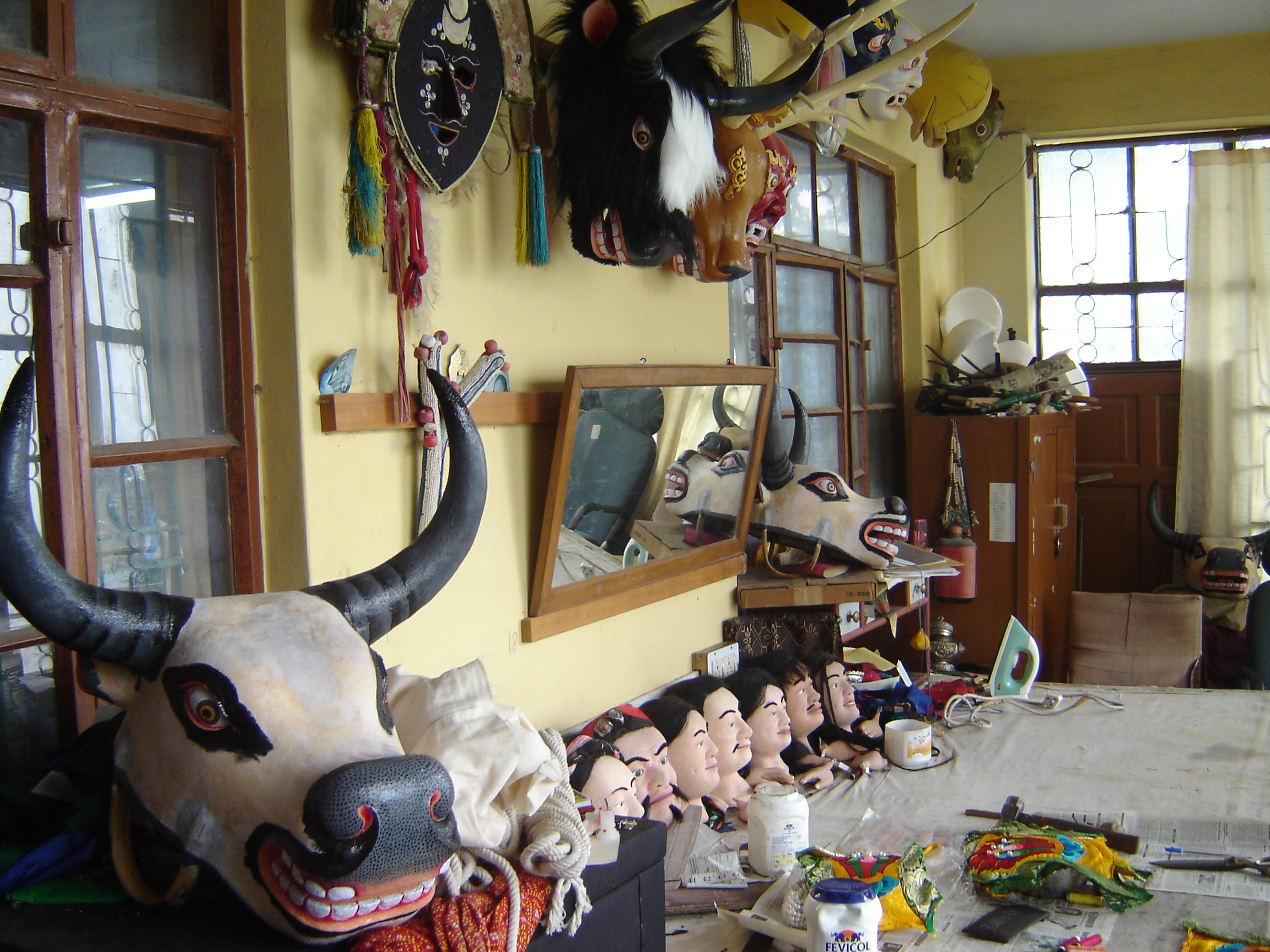
Майстерня в Тибетському інституті виконавських мистецтв в Дармсалі, Індія

Навчання традиційних видів тибетського мистецтва проводиться в декількох інститутах (таких як Норбулінка і Намґ'ял). Деякі сучасні художники і скульптори (як у вигнанні, так і в Тибетському автономному регіоні) намагаються модернізувати традиції часом навіть радикально, а також використовують сучасні техніки творчого самовираження, включаючи фотографію. 